# Álex Angulo
Alejandro «Álex» Angulo León (Erandio, Vizcaya, 12 de abril de 1953 - Fuenmayor, La Rioja, 20 de julio de 2014) fue un actor de teatro, cine y televisión español. Conocido por ser protagonista de películas como El día de la bestia, Muertos de risa y El laberinto del fauno, entre otras, siendo nominado en tres ocasiones a los premios Goya.
También protagonizó series como Periodistas (1998-2002) como Blas Castellote y Toledo, cruce de destinos (2012), como Abraham Rubini.

## Biografía
A los dieciocho años decidió perseguir el sueño de ser actor y se presentó al casting del grupo teatral independiente bilbaíno Karraka, que dirigía Ramón Barea (con el que trabajó en varios proyectos posteriores durante su carrera). Tras ser aceptado en esta compañía, Angulo vio como la siguiente década de su vida transcurrió sobre los escenarios teatrales.
En 1981 el actor recibió su primera oportunidad cinematográfica de la mano de su paisano Imanol Uribe, en La fuga de Segovia, donde Angulo daba vida a Anot. Tras este papel, Álex Angulo comenzó a trabajar, sin olvidar las tablas, en diversos programas de la ETB como el magacín Con los pies en el agua, la comedia Bertan Zoro o el programa de Antxón Urrusolo, Detrás del Sirimiri. 
Tras otros tres años sin rodar ninguna película, Angulo participó en El anónimo (1990), de Alfonso Arandia, antes de que Enrique Urbizu volviera a acordarse de él a la hora de conformar el reparto de su nueva película, Todo por la pasta (1990), donde coincidió con Antonio Resines, Kiti Manver o María Barranco, entre otros. La dirección artística de Todo por la pasta corrió a cargo de un joven vasco llamado Álex de la Iglesia, quien pronto convenció a Angulo, para que protagonizara su primer cortometraje, Mirindas asesinas (1991). Es esa época también trabajó como actor de doblaje.
Angulo y De la Iglesia volvieron a trabajar juntos posteriormente en varias ocasiones, destacando películas como Acción mutante (1993), El día de la bestia (1995) y Muertos de risa (1999). Cabe señalar que su participación en estas películas le valieron una nominación a los Premios Goya, la primera en la categoría de Mejor actor protagonista y la segunda al Mejor actor de reparto. En 2010 volvió a estar nominado en esta última categoría por su papel en El gran Vázquez, de Óscar Aibar. Como curiosidad, en todas las películas por las que fue nominado al Goya siempre ha actuado junto a Santiago Segura.
A finales de los años 1990 empezó a interpretar el personaje de Blas Castellote en la serie Periodistas, en la que trabajó durante cuatro años grabando casi cien episodios y compartiendo protagonismo con José Coronado, Amparo Larrañaga o María Pujalte. Fue su papel más relevante en televisión a lo largo de su carrera.
En la época de la serie, no dejó de lado el cine, participando en A mi madre le gustan las mujeres (2002), de Daniela Fejerman e Inés París, o No somos nadie (2002), de Jordi Mollà. Posteriormente formó parte del reparto de El coche de pedales (2004), de Ramón Barea, o las más recientes: El laberinto del fauno (2006), de Guillermo del Toro, Casual Day (2007), de Max Lemcke, Fuga de cerebros (2009), de Fernando González Molina o La casa de mi padre (2009), de Gorka Merchán.
En 2006 volvió a la televisión con una colaboración en Aquí no hay quien viva y un papel fijo en Tirando a dar, nueva serie de Telecinco retirada pocos episodios después de su inicio.
Entre 2007 y 2008 tuvo un papel fijo interpretando al comisario Manuel Serrano en la versión española de la serie Hermanos y detectives, emitida en Telecinco. Además, apareció en el último capítulo de la décima temporada de la serie Cuéntame cómo pasó, en TVE, el día de Navidad de 2008, haciendo de Florencio y haciendo un guiño a la novela de Charles Dickens, Cuento de Navidad.
En 2010 intervino en El gran Vázquez (2010), que narraba la vida del historietista Manuel Vázquez, creador de series como La familia Cebolleta, Las hermanas Gilda o Anacleto, agente secreto, y también formó parte del reparto de una miniserie sobre Ana de Mendoza de la Cerda, más conocida como la Princesa de Éboli.
En 2011 rodó la serie 14 de abril. La República, emitida por TVE que refleja el devenir de un período histórico clave en la historia de España. También rodó varias películas, destacando el debut de Paula Ortiz, De tu ventana a la mía, y Los muertos no se tocan, nene (2011), de José Luis García Sánchez, basada en la obra homónima de Rafael Azcona y que completa la trilogía de El pisito y El cochecito, iniciada en 1958, que no pudo llegar al cine en su momento ya que la censura no se lo permitió. Para terminar el año, Angulo participó en las ficciones sonoras de Drácula y La vida de Brian en Radio Nacional de España.
A principios del 2012 regresó con otra serie, esta vez para Antena 3, Toledo: Cruce de Destinos.
El actor falleció a los 61 años en un accidente de tráfico al salirse de la vía en el kilómetro 114'3 de la AP-68, a su paso por Fuenmayor (La Rioja), a las 17.30 h. del domingo 20 de julio de 2014, cuando viajaba solo en su vehículo un Audi A3 y se dirigía a Zaragoza para participar en el rodaje de Bendita calamidad, iniciada sólo seis días antes de su muerte, que se suspendió pocas horas después.
Angulo se desplazaba a Zaragoza para descansar esa noche, ya que el lunes siguiente iba a rodar en las localidades de Trasobares, Calcena y Purujosa, en la cara oculta del Moncayo. El equipo de la película decidió retomar el rodaje llevado a cabo desde el 4 de agosto hasta el 5 de septiembre de 2014 y con Luis Varela como sustituto como homenaje a su persona.
Sus restos mortales fueron incinerados en Logroño, población a escasos 15 km del lugar donde se produjo el accidente.

## Filmografía

### Largometrajes
| Año  | Título                               | Personaje               | Dirección1                                |
| ---- | ------------------------------------ | ----------------------- | ----------------------------------------- |
| 1981 | La fuga de Segovia                   | Preso de la fuga        | Imanol Uribe                              |
| 1987 | El amor de ahora                     |                         | Ernesto del Río                           |
| 1988 | Tu novia está loca                   | Yuste                   | Enrique Urbizu                            |
| 1990 | El anónimo... ¡vaya papelón!         | Evaristo                | Alfonso Arandia                           |
| 1991 | El rey pasmado                       | Hombre 1                | Imanol Uribe                              |
| 1991 | Todo por la pasta                    | Genaro                  | Enrique Urbizu                            |
| 1992 | La mujer de tu vida 2: La mujer gafe |                         | Imanol Uribe                              |
| 1993 | Acción mutante                       | Álex Abadie             | Álex de la Iglesia                        |
| 1994 | Marbella Vice                        |                         | Álex de la Iglesia                        |
| 1994 | Los peores años de nuestra vida      | Hombre en TV            | Emilio Martínez Lázaro                    |
| 1995 | El día de la bestia                  | Cura Ángel Berriartúa   | Álex de la Iglesia                        |
| 1995 | Hola, ¿estás sola?                   | Pepe                    | Icíar Bollaín                             |
| 1995 | Sálvate si puedes                    | Empresario contaminante | Joaquín Trincado                          |
| 1995 | Así en el cielo como en la tierra    | Cabrero                 | José Luis Cuerda                          |
| 1995 | Brujas                               | Conserje                | Álvaro Fernández Armero                   |
| 1996 | Calor... y celos                     | Voz                     | Javier Rebollo                            |
| 1996 | Matías, juez de línea                | El Alcalde, Eliseo      | Santiago Aguilar y Luis Guridi            |
| 1997 | Sólo se muere dos veces              | Gastón                  | Esteban Ibarretxe y José Miguel Ibarretxe |
| 1997 | Dos por dos                          | El Portero              | Eduardo Mencos                            |
| 1997 | Carne trémula                        | Conductor de autobús    | Pedro Almodóvar                           |
| 1998 | Grandes ocasiones                    | Moncho                  | Felipe Vega                               |
| 1998 | Los años bárbaros                    | Máximo                  | Fernando Colomo                           |
| 1999 | Sexo por compasión                   | Pepe                    | Laura Mañá                                |
| 1999 | Muertos de risa                      | Julián                  | Álex de la Iglesia                        |
| 2002 | A mi madre le gustan las mujeres     | Bernardo                | Daniela Fejerman e Inés París             |
| 2002 | Todo menos la chica                  | Marco                   | Jesús R. Delgado                          |
| 2002 | No somos nadie                       | El Chirlas              | Jordi Mollà                               |
| 2002 | Poniente                             | Director del colegio    | Chus Gutiérrez                            |
| 2003 | El oro de Moscú                      | Foto en el ordenador    | Jesús Bonilla                             |
| 2003 | El tránsfuga                         | Alberto Soto            | Jesús Font                                |
| 2004 | El coche de pedales                  | Don Pablo               | Ramón Barea                               |
| 2004 | Isi/Disi. Amor a lo bestia           | Conductor               | Chema de la Peña                          |
| 2004 | Crimen Ferpecto                      | Álex Abadíe             | Álex de la Iglesia                        |
| 2005 | Otros días vendrán                   | Miguel                  | Eduard Cortés                             |
| 2006 | Bosque de sombras                    | José Andrés             | Koldo Serra                               |
| 2006 | El laberinto del fauno               | Doctor Ferreiro         | Guillermo del Toro                        |
| 2007 | Casual Day                           | Arozamena               | Max Lemcke                                |
| 2008 | La crisis carnívora                  | Cerdo, voz              | Pedro Rivero                              |
| 2009 | Fuga de cerebros                     | Cecilio                 | Fernando González Molina                  |
| 2009 | La casa de mi padre                  | Germán                  | Gorka Merchán                             |
| 2009 | Imago Mortis                         | Caligari                | Stefano Bessoni                           |
| 2010 | El gran Vázquez                      | Peláez                  | Óscar Aibar                               |
| 2011 | Un mundo casi perfecto               | Iturrioz                | Esteban Ibarretxe y José Miguel Ibarretxe |
| 2011 | Área de descanso                     | Guardia Civil mayor     | Michael Aguiló                            |
| 2011 | Los muertos no se tocan, nene        | Iñaqui Mari             | José Luis García Sánchez                  |
| 2011 | De tu ventana a la mía               | Médico                  | Paula Ortiz                               |
| 2012 | Laín                                 | Sacamantecas            | José Antonio Pérez Giner                  |
| 2012 | La conspiración                      | Garcilso                | Pedro Olea                                |
| 2013 | Zipi y Zape y el club de la canica   | Sebastián Esparza       | Oskar Santos                              |
| 2014 | Justi&Cía                            | Ramón                   | Ignacio Estaregui                         |
| 2014 | A escondidas                         | José                    | Mikel Rueda                               |
| 2015 | Refugios                             | Julián                  | Alejandro Cortés Calahorra                |
| 2015 | Bendita calamidad (†)                |                         | Gaizka Urresti                            |

### Cortometrajes
| Año  | Título                       | Personaje                | Dirección                                   |
| ---- | ---------------------------- | ------------------------ | ------------------------------------------- |
| 1991 | Mirindas asesinas            | Tubular Killer           | Álex de la Iglesia                          |
| 1992 | Entretiempo                  | Camarero                 | Santiago García de Leániz                   |
| 1993 | Los amigos del muerto        | Amigo                    | Icíar Bollaín                               |
| 1994 | La leyenda de un hombre malo |                          | Myriam Ballesteros                          |
| 1995 | Lourdes de segunda mano      | Luciano                  | Chema de la Peña                            |
| 1995 | La boutique del llanto       | Antonio                  | Iñaki Peñafiel                              |
| 1995 | Adiós Toby, adiós            | Alejandro                | Ramón Barea                                 |
| 1996 | Ya vienen los reyes          | Cabo Guardia Civil       | Luis Oliveros                               |
| 1997 | Muerto de amor               | Hombre del osario        | Ramón Barea y José María Lara               |
| 1997 | Luis Soto                    | Luis Soto                | Irene Arzuaga                               |
| 1997 | Un, dos, tres, ¡Taxi!        | Rey Melchor              | Ricardo del Castillo                        |
| 1997 | Un solo de cello             | Luis                     | Daniel Cebrián                              |
| 1997 | Completo comfort             | Sr. Cuajo                | Juan Flahn                                  |
| 1998 | Lorca                        | Alcalde                  | Iñaki Elizalde                              |
| 2002 | Un mal viaje                 | Benito                   | Freddie Cheronne                            |
| 2002 | Yo me adapto                 | Marido cornudo           | Diego Lublinsky y Guido Lublinsky           |
| 2003 | Expreso nocturno             | Pasajero                 | Imanol Ortiz López                          |
| 2004 | Dientes de leche             | Padre                    | Claus Groten                                |
| 2004 | Lo que el ojo no ve          | El Presi                 | José Braña                                  |
| 2005 | A falta de pan               | Cristiano                | Martín Rosete                               |
| 2007 | Limoncello                   | Jackson                  | Luiso Berdejo, Borja Cobeaga y Jorge Dorado |
| 2008 | El hueco de Tristán Boj      | Titiritero               | Paula Ortiz                                 |
| 2009 | Universos                    | El padre de Álex         | José Corbacho y Juan Cruz                   |
| 2009 | ¿Qué será de baby Grace?     | Don Cosme                | Armand Rovira                               |
| 2009 | Enarmonía                    | Mario Méndez             | David R. Losada                             |
| 2010 | Desastre(s)                  | El padre                 | Ivan Cortazar                               |
| 2011 | La mujer del hatillo gris    | Funcionario de prisiones | Luis Trapiello                              |
| 2012 | Agua!                        | Padre Álex               | Mikel Rueda                                 |
| 2013 | Superdown                    | Rubén Mateos             | Igor García                                 |
| 2013 | 3665                         | Narrador                 | Miguel Ángel Refoyo                         |
| 2013 | Los años dirán               | Felipe                   | Andrea Jaurrieta                            |
| 2014 | Namnala                      | José                     | Nacho Solana                                |
| 2014 | El buen mal                  | Voz en off               | Jokin Urruticoechea                         |
| 2015 | Post Mortem                  | Fernando                 | Jaione Daubagna                             |

### Televisión
- Taller mecánico (1 episodio, 1991).
- Bertan Zoro (13 episodio, 1991-1992).
- Los ladrones van a la oficina (1 episodio, 1993).
- La mujer de tu vida (1 episodio, 1994). Como Ramírez.
- Villarriba y Villabajo (1 episodio, 1994). Como Blas.
- Periodistas (98 episodios, 1998-2002). Como Blas Castellote.
- 7 vidas (1 episodio, 2004). Como Afredo Sierra.
- El comisario (1 episodio, 2004). Como Jaime Monforte.
- Maneras de sobrevivir (1 episodio, 2005). Como Cura.
- Aquí no hay quien viva (5 episodios, 2005-2006). Como Pedro.
- Tirando a dar (7 episodios, 2006). Como Jaime.
- Los Serrano (1 episodio, 2007). Como Julián.
- Cuéntame cómo pasó (1 episodio, 2008). Como Floren.
- Amar es para siempre  (2 episodios, 2009). Como Doctor Maeztu.
- Hermanos y detectives (19 episodios, 2007-2009). Como Subcomisario Serrano.
- La princesa de Éboli (2 episodios, 2010), de Belén Macías. Como Núnez de Arce.
- Tierra de lobos (1 episodio, 2010). Como Doctor Zurita.
- 14 de abril. La República (13 episodios, 2011). Como Antonio Prado.
- El precio de la libertad (2011), de Ana Murugarren. Como Director de la cárcel.
- Toledo: Cruce de Destinos (13 episodios, 2012). Como Abraham Rubini.
- Gran Reserva. El origen (2013). Como Eduardo Matute.

## Premios y nominaciones
Premios Anuales de la Academia "Goya"
| Año  | Categoría                                   | Película            | Resultado | Ref.  |
| ---- | ------------------------------------------- | ------------------- | --------- | ----- |
| 1995 | Mejor interpretación masculina protagonista | El día de la bestia | Nominado  | [ 8 ] |
| 1999 | Mejor interpretación masculina de reparto   | Muertos de risa     | Nominado  | [ 8 ] |
| 2010 | Mejor interpretación masculina de reparto   | El gran Vázquez     | Nominado  | [ 8 ] |

Premios Fotogramas de Plata
| Año  | Categoría           | Película                              | Resultado | Ref.  |
| ---- | ------------------- | ------------------------------------- | --------- | ----- |
| 1995 | Mejor actor de cine | El día de la bestia Sálvate si puedes | Nominado  | [ 8 ] |

Premios de la Unión de Actores
| Año  | Categoría                            | Película                  | Resultado | Ref.  |
| ---- | ------------------------------------ | ------------------------- | --------- | ----- |
| 2011 | Mejor actor de reparto de televisión | 14 de abril. La República | Ganador   | [ 8 ] |

Premios Ariel
| Año  | Categoría                   | Película               | Resultado | Ref.  |
| ---- | --------------------------- | ---------------------- | --------- | ----- |
| 2006 | Mejor coactuación masculina | El laberinto del fauno | Nominado  | [ 8 ] |

Premios Ondas
| Año  | Categoría                     | Película            | Resultado | Ref.  |
| ---- | ----------------------------- | ------------------- | --------- | ----- |
| 1996 | Palmarés de cine: Mejor actor | El día de la bestia | Ganador   | [ 8 ] |

Festival Solidario de Cine Español de Cáceres
| Año  | Categoría                                     | Película        | Resultado | Ref.  |
| ---- | --------------------------------------------- | --------------- | --------- | ----- |
| 2011 | Premio San Pancracio Mejor actor de cine 2010 | El gran Vázquez | Ganador   | [ 9 ] |

Premios por su trayectoria
| Año  | Premio | Ref.   |
| ---- | --- | ------ |
| 2010 | Premio Zinemira del Festival Internacional de Cine de San Sebastián                                             | [ 10 ] |
| 2010 | Premio Retina Especial del Festival de Cine de Ponferrada                                                       | [ 11 ] |
| 2010 | Premio Águila de Oro en la XXII edición del Festival de Cortometrajes de Aguilar de Campoo (Palencia)           | [ 12 ] |
| 2011 | Premio Plenilunio de la IX edición del Obuxofest (Festival de Cine Extraño y de Terror)                         | [ 13 ] |
| 2014 | Premio Mikeldi de Honor póstumo del Festival Internacional de Cine Documental y Cortometraje de Bilbao (Zinebi) | [ 14 ] |

## Documental
En febrero de 2025 se anuncia el rodaje de La maleta de Álex, largometraje documental sobre la vida y obra de Angulo, a través de los ojos de su hija, Dodó, con dirección de Alejandro Cortés Calahorra. 